# Скрижали Завета

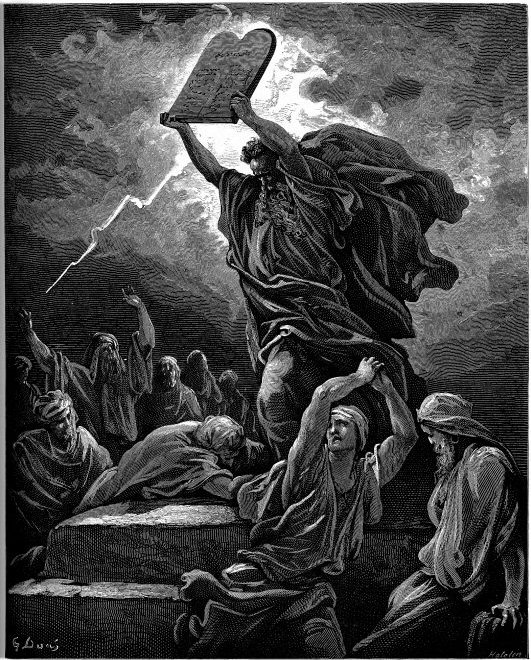
«Моисей со Скрижалями Завета», Густав Доре

Скрижа́ли Заве́та или  Скрижали свидетельства (от др.-евр. לֻּחֹת הַבְּרִית‬ лухо́т ха-брит или др.-евр. לֻחֹת הָעֵדֻת‬ лухо́т ха-эду́т, соответственно) (в синодальном переводе: Скрижа́ли открове́ния) — две каменные плиты, на которых, согласно Библии, были начертаны Десять заповедей.

## Заключение Завета
Согласно Пятикнижию, Скрижали Завета были даны Моисею Богом на горе Синай.
Десять заповедей («…наставление и заповедь, которые Я написал») были высечены на плитах «с обеих сторон, с той и с другой было на них написано. И скрижали эти было дело Божье, а письмена — письмена Божьи» (Исх. 32:15—16). Эти скрижали Моисей разбил, увидев поклонение народа золотому тельцу (Исх. 32:19).
Впоследствии Моисей по Божьему велению высек из камня новые скрижали и поднялся с ними на гору второй раз (Исх. 34:1—4). На этих скрижалях Бог во второй раз написал те же Десять заповедей (Втор. 10:1—5).
Скрижали Завета именуются также «скрижалями свидетельства» (Исх. 34:29) (в синодальном переводе: «скрижали откровения»), так как они свидетельствуют о Завете, заключённом Богом с народом Израиля.
Заключение Завета с еврейским народом происходило в три этапа.
1. Моисей поднялся на гору Синай, и Бог объявил ему первые Десять заповедей.

Весь народ видел громы и пламя, и звук трубы, и гору дымящуюся; и увидев то, народ отступил и стал вдали. И сказали Моисею: говори ты с нами, и мы будем слушать, но чтобы не говорил с нами Бог, чтобы нам не умереть. И сказал Моисей народу: не бойтесь; Бог пришёл, чтобы испытать вас и чтобы страх Его был перед вашим лицом, чтобы вы не грешили. И народ стоял вдали, а Моисей вступил во мрак, где Бог.
— Исх. 20:18—21
1. Затем Моисей вторично восходит на гору, где получает ещё много указаний, в частности, детальное описание как и из чего надлежит сделать Ковчег Завета, в котором потом надлежит хранить скрижали.

И Господь сказал Моисею: взойди ко Мне на гору и будь там; и дам тебе каменные скрижали, и закон и заповеди, которые Я написал для их научения. И Моисей встал с Иисусом, своим служителем, и Моисей пошёл на гору Божью, а старейшинам сказал: оставайтесь здесь, пока мы не возвратимся к вам; вот Аарон и Ор с вами; кто будет иметь дело, пусть приходит к ним. И Моисей взошёл на гору, и облако покрыло гору, и слава Господня осенила гору Синай; и облако покрывало её шесть дней, а в седьмой день Господь воззвал к Моисею из среды облака. Вид же славы Господней на вершине горы был перед глазами народа Израиля, как поедающий огонь. Моисей вступил в середину облака и взошёл на гору; и Моисей был на горе сорок дней и сорок ночей.
— Исх. 24:12—18
И далее:«И когда Бог перестал говорить с Моисеем на горе Синай, дал ему две скрижали откровения, каменные скрижали, на которых было написано рукой Божьей» (Исх. 31:18).
Спустившись с горы, он застал народ за поклонением золотому тельцу, и разбил скрижали. Левиты встали на сторону Моисея и убили всех, кто пропагандировал идею с тельцом.
1. После этих происшествий Господь вновь обратился к Моисею:

В то время сказал мне Господь: вытеши себе две скрижали каменные, подобные первым, и взойди ко Мне на гору, и сделай себе деревянный ковчег; и Я напишу на скрижалях те слова, которые были на прежних скрижалях, которые ты разбил; и положи их в ковчег. И сделал я ковчег из дерева ситтим, и вытесал две каменные скрижали, как прежние, и пошел на гору; и две сии скрижали [были] в руках моих. И написал Он на скрижалях, как написано было прежде, те десять слов, которые изрек вам Господь на горе из среды огня в день собрания, и отдал их Господь мне. И обратился я, и сошел с горы, и положил скрижали в ковчег, который я сделал, чтоб они там были, как повелел мне Господь.
— Втор. 10:1—5
Передача скрижалей — знаковый момент в истории народа. Считается, что с этого момента был заключён союз между Богом и еврейским народом. Согласно талмудической традиции, это событие произошло 10 тишрея по еврейскому календарю, в тот самый день, когда согласно библейскому установлению праздновался День Искупления (Йом Кипур) — один из наиболее священных еврейских праздников.
Поскольку заповеди установили завет, вполне вероятно, что они были высечены на обеих скрижалях. Это можно сравнить с дипломатическими договорами Древнего Египта, когда каждая из сторон получала свой экземпляр.

## История Скрижалей
Скрижали Завета хранились в Ковчеге Завета, который находился в Скинии. Впоследствии Ковчег Завета был установлен Соломоном в построенном им Иерусалимском храме.
По талмудической традиции, разбитые скрижали также хранились в Ковчеге и сыны Израиля носили их с собой, идя на войну. Царь Иосия (Иошияху), предвидя разрушение Храма, спрятал Ковчег со скрижалями, чтобы предотвратить их осквернение руками врагов.

## Скрижали в культуре и искусстве

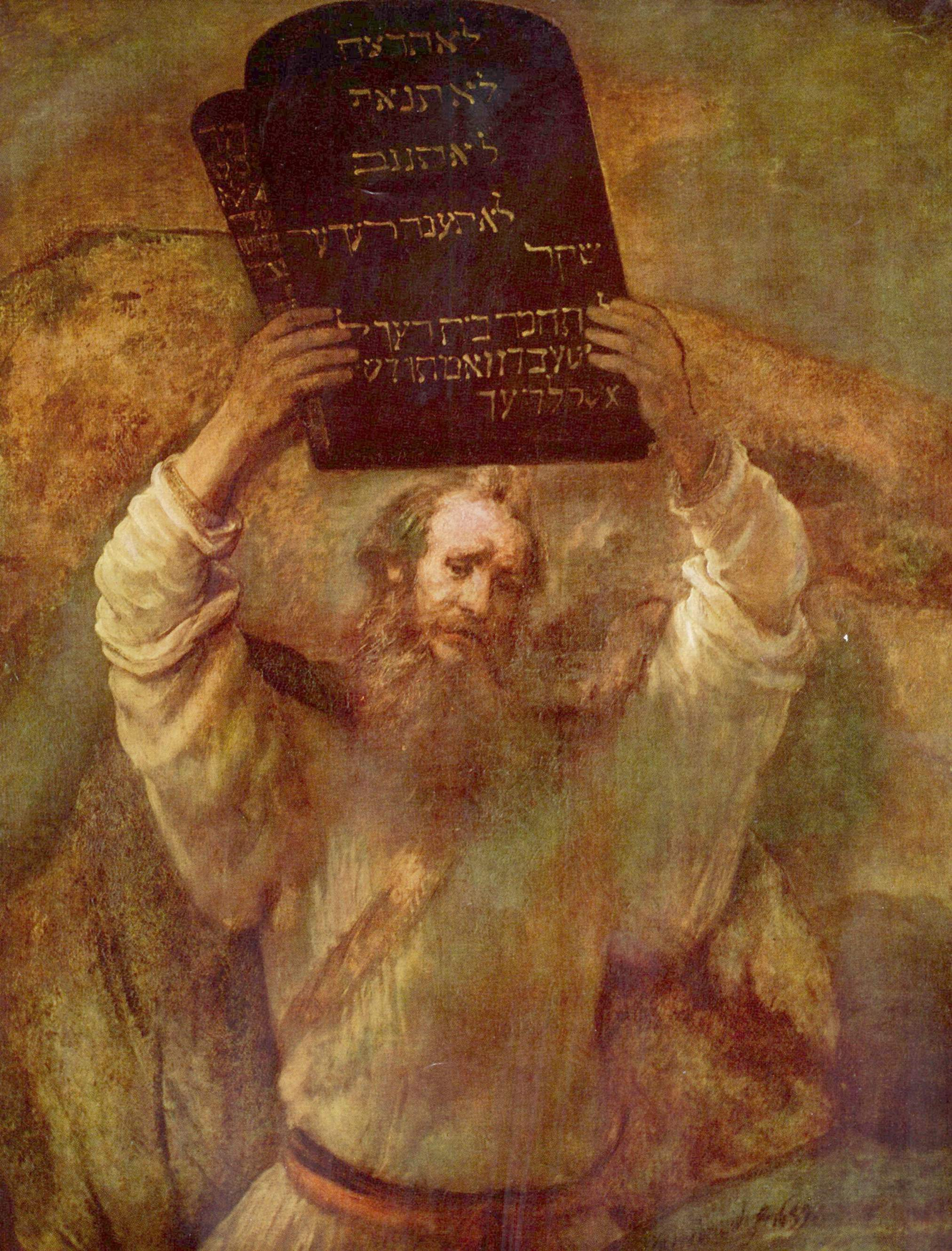
«Моисей, разбивающий Скрижали Завета», Рембрандт, 1659

Слова шиврей лухот («обломки скрижалей») применялись к престарелым мудрецам, которым стала изменять память.
Изображение Скрижалей Завета стало излюбленным еврейским символом; его помещают над ковчегом со свитками Торы в синагоге; на нём обычно пишут первые десять букв еврейского алфавита или первые слова Десяти заповедей.
Традиционно в искусстве текст на скрижалях изображают еврейским квадратным письмом или же более ранним самаритянским письмом (извод арамейского письма, ещё сохранивший угловатые начертания знаков для письма по твёрдому материалу).
В переносном смысле — «то, что хранит» (то есть куда заносят даты, памятные события, имена, идеи и т. п.).

## Сноски и источники
1. 1 2 3  НИЭ, 2003, с. 14.
2. ↑  Исх. 34:28; Втор. 4:13, 9:9—11.
3. ↑  Margaliot, Meshulam. «What was Written on the Two Tablets?». Архивная копия от 26 апреля 2006 на Wayback Machine // Bar-Ilan University, July 2004.
4. ↑  I Цар. 8:9.
5. ↑  Талмуд, Баба Батра 14б.
6. ↑  Тосефта, Сота 7:18.
7. ↑  Талмуд, Иома 52б.